# 阿克西斯 (阿拉巴馬州)
阿克西斯（英語：Axis）是一個位於美國阿拉巴馬州莫比爾縣的非建制地區和人口普查指定地區。根據2010年美國人口普查，該地人口為757人，而該地的面積約為10.19平方千米。

## 地理
阿克西斯的座標為30°55′47″N 88°01′37″W / 30.92972°N 88.02694°W，而該地最高點為海拔高度12米（即39英尺）。